# Baksańska Elektrownia Wodna

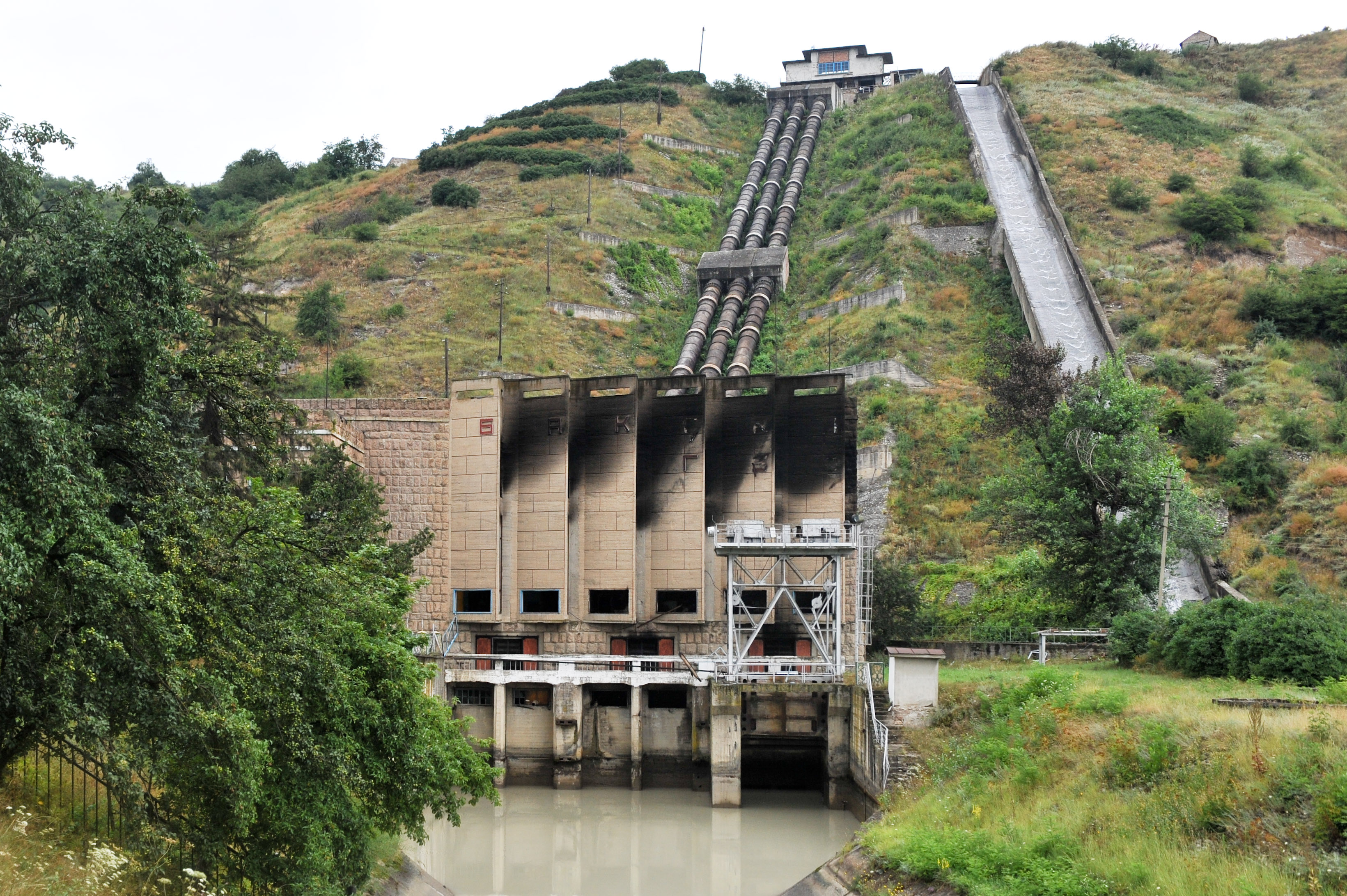
Baksańska Elektrownia Wodna dzień po ataku terrorystycznym z 21 lipca 2010 roku

Baksańska Elektrownia Wodna – mała hydroelektrowania na rzece Baksan w autonomicznej Republice Kabardyjsko-Bałkarskiej, jedna z najstarszych w Rosji. Jej operatorem jest RusGidro. Posiada trzy turbiny o mocy 9 MW każda.
Elektrownia powstała w ramach pierwsze radzieckiej "pięciolatki", GOELRO. Uruchomienie pierwszej z turbin miało miejsce 20 września 1936. Budowę zakończono w 1939. Elektrownia została mocno uszkodzona w działaniach na froncie wschodnim II wojny światowej.
Była celem ataku terrorystycznego 21 lipca 2010 roku. Zmodernizowana i uruchomiona ponownie 22 grudnia 2012 roku jako najnowocześniejsza elektrownia wodna na północnym Kaukazie.